# Дивият
„Дивият“ (на английски: The Wild One) е американски игрален криминален филм, излязъл по екраните през 1953 година, режисиран от Ласло Бенедек с участието на Марлон Брандо, Лий Марвин и Мери Мърфи в главните роли.

## Сюжет
Филмът показва група младежи, обединени в мотоциклетен клуб „Black Rebels“. Първо мотористите идват на моторно състезание и се опитват да попречат на провеждането му. След като полицията се намесва, те си тръгват, но в същото време един от членовете на клуба открадва купата - наградата за второто място, и я дава на шефа на клуба на име Джони.
По-късно мотористите пристигат в малък град. Джони е привлечен от млада сервитьорка (дъщеря на местния шериф), а мотоциклетистите остават в града. Докато лидерът се опитва да изгради личния си живот, останалите се забавляват и изнервят местните. Междувременно в града се появява друга група мотоциклетисти, и двете банди воюват. След като се напиват, мотористите започват бунт и Джони попада в ръцете на местните жители, които искат да го бият. В резултат на инцидент местен жител загива (Джон пада от мотоциклета, а старец е прегазен от мотора). Арестуван е, но се появяват свидетели на невинността на Джони. Пускат го и мотоциклетистите напускат града.

## В ролите
| Актьор         | Роля              |
| -------------- | ----------------- |
| Марлон Брандо  | Джони Стреблър    |
| Мери Мърфи     | Кети Бликър       |
| Лий Марвин     | Чино              |
| Робърт Кит     | шериф Гари Бликър |
| Джей С. Флипен | шериф Стю Сингър  |
| Пеги Мейли     | Милдред           |
| Хю Сандърс     | Чарли Томас       |
| Рей Тил        | Франк Бликър      |